# Segunda batalla de Ypres
La segunda batalla de Ypres tuvo lugar entre el 22 de abril y el 25 de mayo de 1915 y enfrentó a las fuerzas de Francia, Reino Unido, Australia y Canadá contra el Imperio alemán. Fue la primera batalla en la que se usó de manera exitosa gas mortífero con fines militares, ya que los alemanes lo intentaron anteriormente en la Batalla de Bolimov. Las fuerzas alemanas lanzaron gas cloro asfixiante contra las tropas aliadas, aunque este no fue decisivo para el resultado de la batalla, ya que, pese a que dicho gas produjo la muerte instantánea de decenas de miles de soldados aliados, los alemanes tardaron varios días en enterarse del resultado, tiempo suficiente para que Los Aliados pudieran rearmar la zona. Desde esa batalla, en la Primera Guerra Mundial se combatirá con máscaras de gas. También fue la primera vez que una fuerza colonial (canadienses y australianos) emprendía una contienda contra una potencia europea en suelo europeo.

## El primer ataque de gas
La noche del 22 de abril de 1915, los alemanes descargaron 4 000 cilindros que contenían 170 toneladas de cloro sobre el campo de batalla. Rápidamente, tropas francesas, argelinas y canadienses empezarían a sentir los efectos del gas, por lo que rápidamente relacionarían en proteger sus vias respiratorias. Esto se lograría mediante la aplicación de pañuelos húmedos, en ocasiones con el uso de orina; pero cualquiera podía funcionar. Aún con estas medidas entre las nubes de gas, emergerían soldados alemanes con máscaras de oxígeno, donde aprovecharían la desorientación de las tropas aliadas y capturarían a 2,000 prisioneros y medio centenar de cañones. 
El éxito del cloro sobre las tropas aliadas sorprendería a los mismos alemanes, que ahora tenían una forma en la cual podrían abrirse paso entre las líneas aliadas